# Rozdrażew

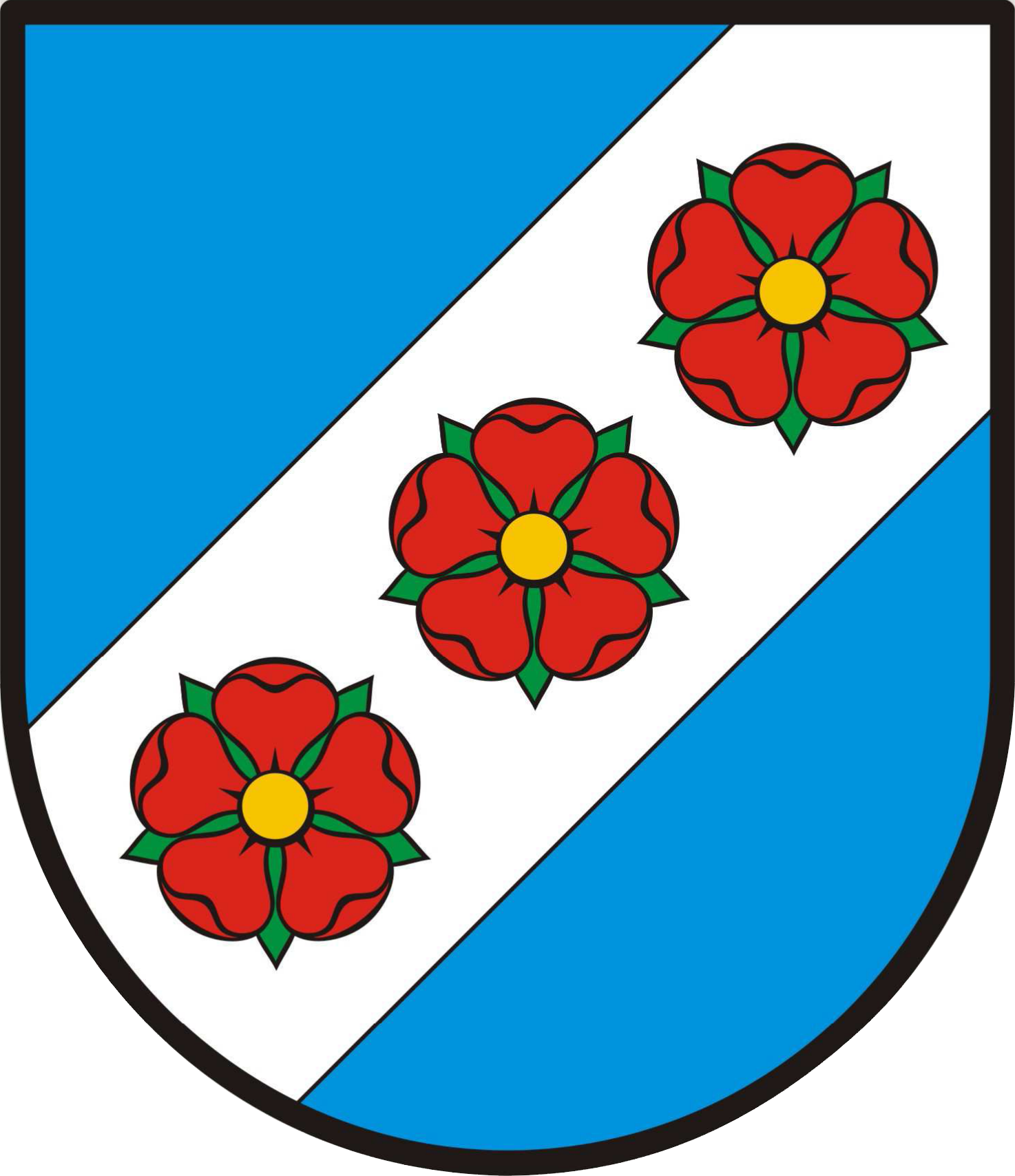
Herb gminy Rozdrażew

Rozdrażew – wieś (dawniej miasto) w Polsce, położona w województwie wielkopolskim, w powiecie krotoszyńskim, w gminie Rozdrażew. 
Rozdrażew uzyskał lokację miejską przed 1458 rokiem, zdegradowany po 1510 roku.  
We wsi znajdowała się stacja rozebranego odcinka Krotoszyn – Pleszew Krotoszyńskiej Kolei Dojazdowej. Pociąg zakończył bieg 12 stycznia 1986 r. Ośrodek parafii prawdopodobnie od końca XIII, a na pewno od połowy XIV wieku. Drobny przemysł spożywczy.
Miejscowość jest siedzibą gminy Rozdrażew.

## Położenie
Rozdrażew jest położony około 6 km na południowy wschód od Koźmina, około 10 km na północny wschód od Krotoszyna i około 24 km na północny zachód od Ostrowa Wielkopolskiego, przy ujściu Strugi Rozdrażewskiej (zwanej dziś Rów, a na starych mapach sztabowych Czarna Woda lub Santok) do Trzebawy, dopływu Orli, na skrzyżowaniu dróg powiatowych Krotoszyn – Dobrzyca i Ostrów – Koźmin, na wysokości 140–159 m n.p.m. Znajdowała się tu stacja rozebranego odcinka Pleszew – Krotoszyn Pleszewskiej Kolei Wąskotorowej.

## Integralne części wsi
| SIMC    | Nazwa       | Rodzaj    |
| ------- | ----------- | --------- |
| 1007257 | Huby        | część wsi |
| 1007263 | Kościuszków | część wsi |
| 1007270 | Raczki      | część wsi |

## Historia

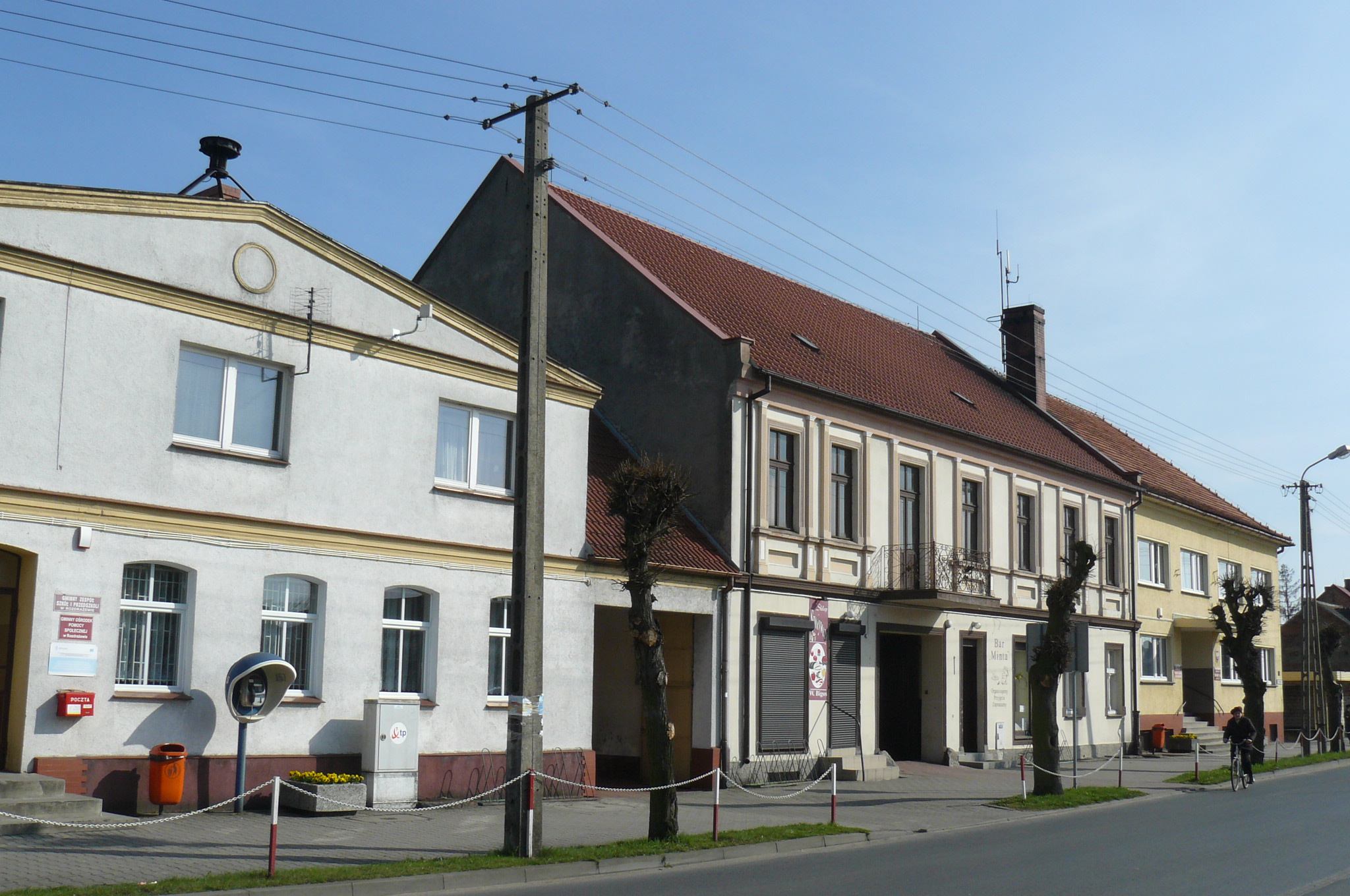
Zabudowa rynku

Z ponad 13 miejscowości tworzących współczesną gminę Rozdrażew najwcześniej, w XIII wieku, wspominany jest w źródłach pisanych jej ośrodek, czyli wieś Rozdrażew, a równocześnie z nim, (gdy idzie o nazwę) Wolenice. Następnie już w XIV wieku wymienione są w nich Dzielice, Trzemeszno, a w XV wieku Dąbrowa, Grębów, Nowa Wieś i Wyki, w XVI wieku Maciejew, a na początku XVII stulecia Budy. Te pierwsze historyczne wzmianki o nich nie są jednak równoznaczne (poza czterema wyjątkami) z faktami założenia tych osiedli. Powstały one (przypadku miejscowości średniowiecznych), co najmniej o kilkadziesiąt lat wcześniej, a przeważnie o 100-200 lat wcześniej. Świadczą o tym odnalezione tam i w okolicy luźne i przeważnie nie publikowane dotychczas drukiem znaleziska osadnictwa pradziejowego i wczesnonośredniowiecznego. 
W czasie wojny trzynastoletniej Rozdrażew wystawił w 1458 roku 2 pieszych na odsiecz oblężonej polskiej załogi Zamku w Malborku.
Do 1510 roku wymieniany był jako miasto. Od XV wieku własność Rozdrażewskich.
Miejscowość leżała w obrębie księstwa krotoszyńskiego (1819-1927), którym władali książęta rodu Thurn und Taxis. W okresie Wielkiego Księstwa Poznańskiego (1815-1848) miejscowość wzmiankowana jako Rozdrażewo parafia należała do wsi większych w ówczesnym pruskim powiecie Krotoszyn w rejencji poznańskiej. Rozdrażewo należało do okręgu krotoszyńskiego tego powiatu i stanowiło odrębny majątek, którego właścicielem był wówczas książę Maximilian Karl von Thurn und Taxis. Według spisu urzędowego z 1837 roku wieś liczyła 431 mieszkańców, którzy zamieszkiwali 80 dymów (domostw). Wzmiankowana była również posada Rozdrażewo (3 osoby w jednym domu).
Urodzili się tu Ludwik Begale (prawnik, działacz społeczny i samorządowy) oraz Franciszek Stróżyński (działacz socjalistyczny)
W latach 1975–1998 miejscowość administracyjnie należała do województwa kaliskiego.
Pod koniec 1995 roku Rozdrażew zajmował powierzchnie 1301 ha i liczył 1618 mieszkańców, stanowiąc także pod tymi względami największą miejscowość gminy. W 2000 roku wybudowano tam halę sportową, a w 2004 nowy budynek gimnazjum.

## Zabytki
- kościół parafialny św. Jana Chrzciciela, zbudowany w 1640 roku, późnorenesansowy, z fundacji biskupa włocławskiego Hieronima Rozdrażewskiego, początkowo miał 27 m długości, 8 m szerokości i 9,7 m wysokości, w 1899 roku został rozbudowany i wraz z głównym ołtarzem był konsekrowany przez biskupa Edwarda Likowskiego z Poznania,
  - dach dwuspadowy, kryty dachówką,
  - ołtarz główny wczesnobarokowy, z rzeźbami z połowy XVII wieku,
  - chrzcielnica marmurowa z około połowy XVII wieku,
  - ludowa rzeźba Chrystus Frasobliwy, drewniana,
- drewniane i murowane domy szczytowe,
- dwór z połowy XIX wieku, z dachem dwuspadowym z naczółkami.

## Przyroda
- Obszar Chronionego Krajobrazu Dąbrowy Krotoszyńskie i Baszków Rochy.